# Ryt anglikański
Ryt anglikański (ang. Anglican Use) - ryt stosowany w katolickich ordynariatach personalnych dla byłych anglikanów.

## Powstanie rytu
Konstytucja apostolska Anglicanorum coetibus, będąca podstawą tworzenia ordynariatów personalnych dla wiernych konwertujących się z anglikanizmu na katolicyzm, umożliwiała ordynariatom zachowanie własnej liturgii po zatwierdzeniu ksiąg przez Stolicę Apostolską, nie wykluczając jednocześnie celebracji według rytu rzymskiego.

## Mszał

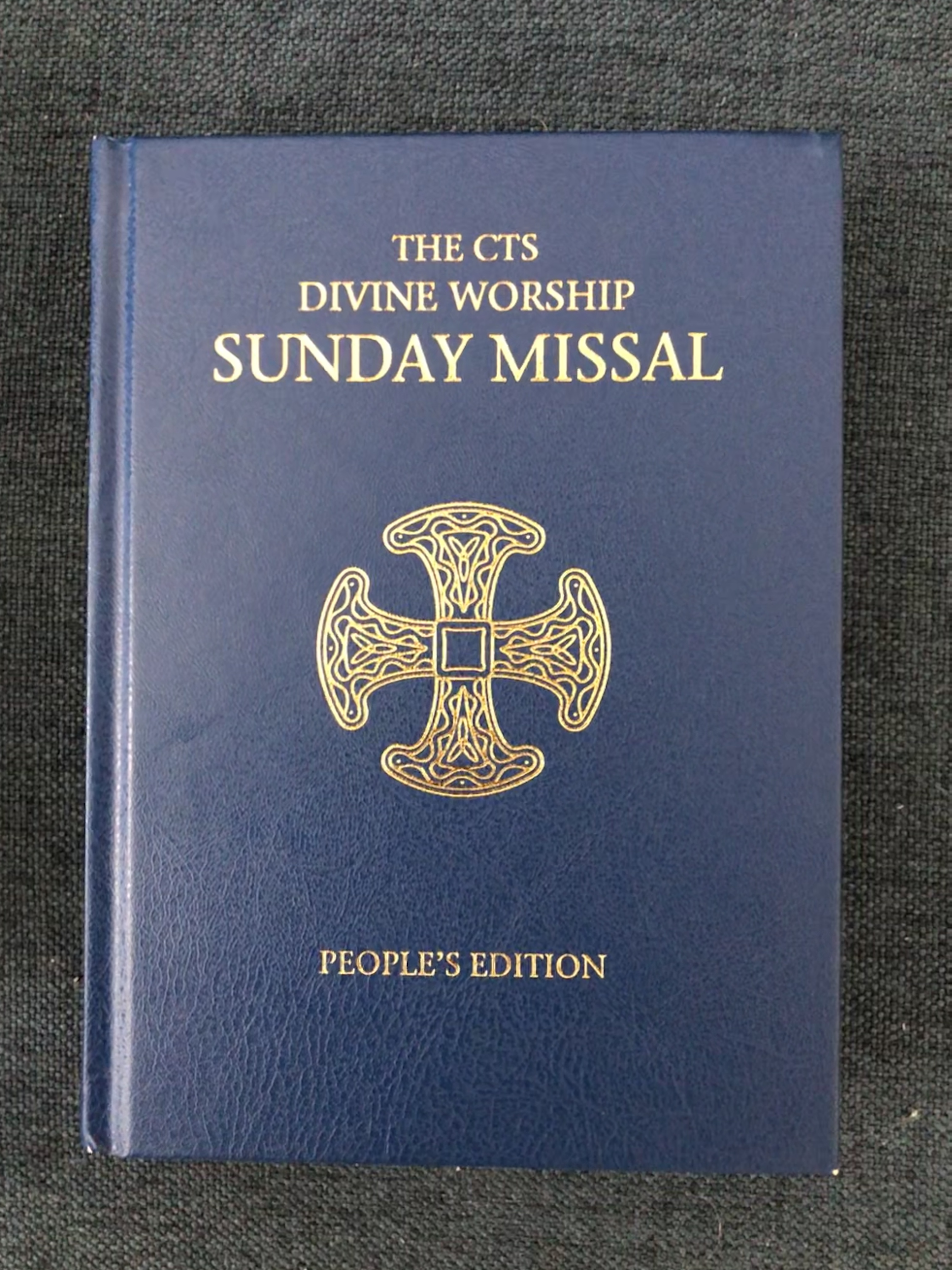
Mszalik niedzielny dla wiernych

Mszał używany w ordynariatach dla byłych anglikanów nosi nazwę Divine Worship: The Missal. Wszedł do użytku w 2015 roku. Księga została przyjęta przez wszystkie trzy ordynariaty.
Mszał uwzględnia specyficzne elementy tradycji anglikańskiej, zawiera m.in. teksty z The Book of Common Prayer Tomasza Cranmera. Oprócz tego msza w rycie anglikańskim zawiera także elementy zaczerpnięte z nadzwyczajnej (np. modlitwy u stopni ołtarza) i zwyczajnej (np. znak pokoju) formy rytu rzymskiego oraz rytu Sarum (The Collect for Purity).

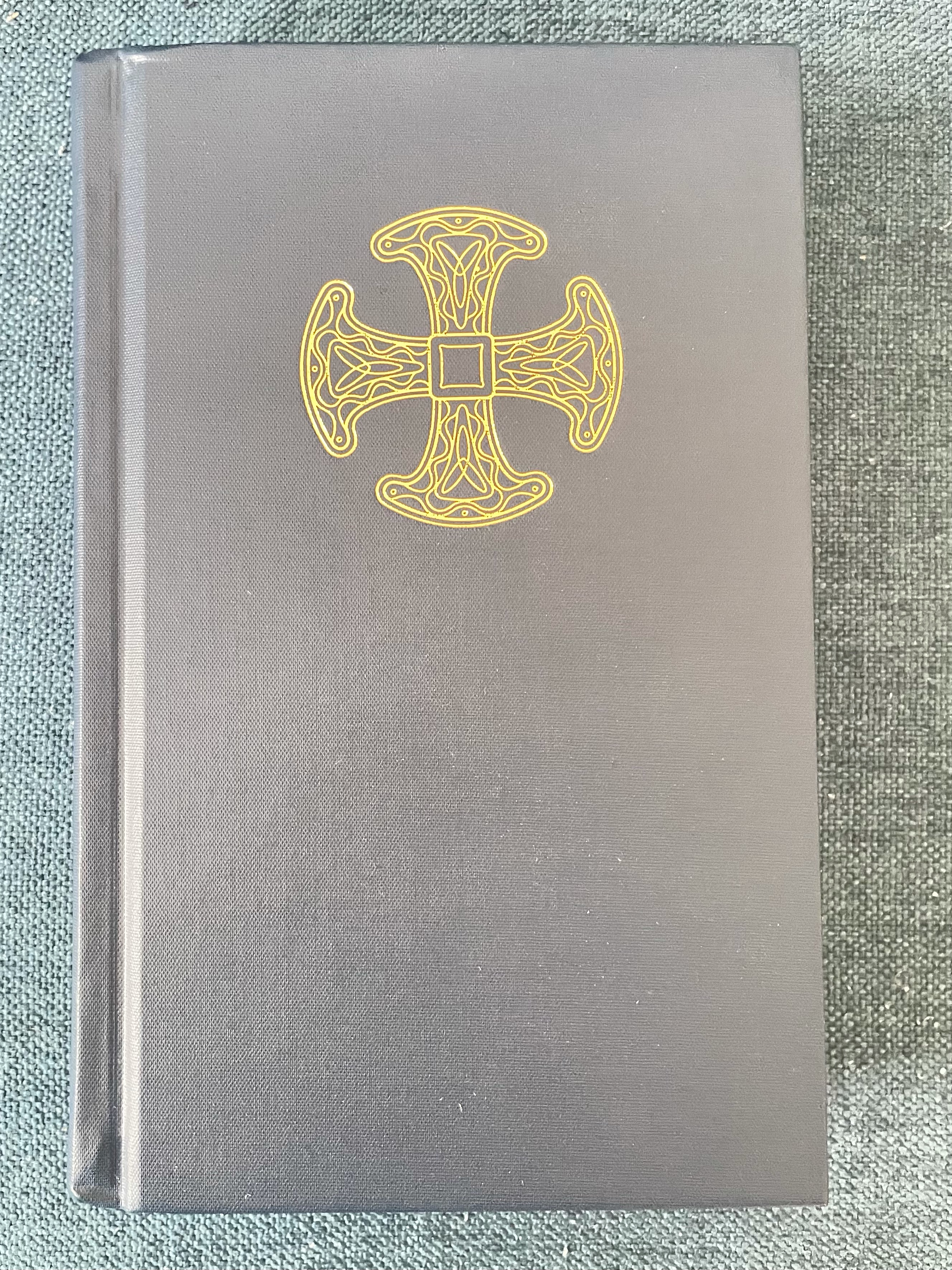
Drugie wydanie brewiarza w wersji północnoamerykańskiej

## Liturgia godzin
W tradycji anglikańskiej są dwie główne godziny kanoniczne, do odprawiania których są zobowiązani duchowni: modlitwa poranna (Matins) i modlitwa wieczorna (Evensong). Godziny mniejsze w ciągu dnia i Kompleta nie są obowiązkowe, ale zostały zachowane jako opcjonalne.
W 2020 roku ukazała się pierwsza edycja brewiarza w wersji północnoamerykańskiej dla Ordynariatu Personalnego Katedry Świętego Piotra.
W 2021 roku dla brytyjskiej Wspólnoty Narodów została wydana księga Divine Worship: Daily Office. 
Modlitwa poranna łączy elementy Godziny czytań (Matutinum) i Jutrzni (Laudes) w rycie rzymskim.
Modlitwa wieczorna nawiązuje do Nieszporów i Komplety w tradycji rzymskiej.
Psałterz w brewiarzu anglikańskim jest rozłożony na 30 dni (gdy miesiąc ma 31 dni, powtarza się psalmy z ostatniego dnia). Szczególną cechą anglikańskiej liturgii godzin jest brak antyfon przy psalmach. Antyfony do kantyków są opcjonalne.